# Турніри WTA International
Турніри WTA International — категорія професійних тенісних турнірів Жіночої тенісної асоціації, які проводяться від Тур WTA 2009. Ця категорія замінила колишні рівні Tier III та Tier IV. Переможець WTA International отримує 280 пунктів до свого рейтингу WTA.
В турі 2020 передбачено 31 турнір, більшість мають призовий фонд $250,000 (Шеньчжень — $750,000, Тяньцзінь — $500,000).

## Турніри

### Поточні турніри (2020)
| Турнір                                    | Інша назва                                            | Місто       | Країна          | Поверхня | Сітка | Стартував |
| Відкритий чемпіонат Шеньчженю             | Shenzhen Open                                         | Шеньчжень   | КНР             | Хард     | 32    | 2013      |
| Відкритий чемпіонат Окленду               | ASB Classic                                           | Окленд      | Нова Зеландія   | Хард     | 32    | 1985      |
| Міжнародний турнір у Гобарті              | Hobart International                                  | Гобарт      | Австралія       | Хард     | 32    | 1994      |
| Відкритий чемпіонат Таїланду              | GSB Thailand Open presented by E@                     | Хуа Хін     | Таїланд         | Хард     | 32    | 2017      |
| Відкритий чемпіонат Мексики               | Abierto Mexicano TELCEL presentado por HSBC           | Акапулько   | Мексика         | Хард     | 32    | 2001      |
| Відкритий чемпіонат Монтеррею             | Abierto GNP Seguros                                   | Монтеррей   | Мексика         | Хард     | 32    | 2009      |
| Відкритий чемпіонат Ліону                 | Open 6ème Sens – Métropole de Lyon, France            | Ліон        | Франція         | Хард     | 32    | 2020      |
| Копа Колсанітас                           | Copa Colsanitas presentado por Claro                  | Богота      | Колумбія        | Ґрунт    | 32    | 1998      |
| Гран-прі принцеси Лалли Мер'єм            | Grand Prix De SAR La Princesse Lalla Meryem           | Рабат       | Марокко         | Ґрунт    | 32    | 2001      |
| Відкритий чемпіонат Ноттінгему            | Nature Valley Open                                    | Ноттінгем   | Велика Британія | Трава    | 32    | 2015      |
| Чемпіонат у Росмалені на трав’яних кортах | Libema Open                                           | Гертогенбос | Нідерланди      | Трава    | 32    | 1996      |
| Бірмінгем классік                         | Nature Valley Classic                                 | Бірмінгем   | Велика Британія | Трава    | 32    | 1982      |
| Відкритий чемпіонат Бад-Гомбургу          | Bad Homburg Open                                      | Бад-Гомбург | Німеччина       | Трава    | 32    | 2020      |
| Відкритий чемпіонат Бухаресту             | BRD Bucharest Open                                    | Бухарест    | Румунія         | Ґрунт    | 32    | 2014      |
| Відкритий чемпіонат Швейцарії             | Ladies Open Lausanne                                  | Лозанна     | Швейцарія       | Ґрунт    | 32    | 2016      |
| Відкритий чемпіонат Балтики               | Baltic Open                                           | Юрмала      | Латвія          | Ґрунт    | 32    | 2019      |
| Відкритий чемпіонат Вашингтону            | Citi Open                                             | Вашингтон   | США             | Хард     | 32    | 2011      |
| Відкритий жіночий чемпіонат Палермо       | 31st Palermo Ladies Open                              | Палермо     | Італія          | Ґрунт    | 32    | 1990      |
| Відкритий чемпіонат Праги                 | Prague Open                                           | Прага       | Чехія           | Ґрунт    | 32    | 2015      |
| Лексінгтон Челленджер                     | The Top Seed Open presented by Bluegrass Orthopaedics | Лексінгтон  | США             | Хард     | 32    | 2020      |
| Відкритий чемпіонат Олбані                | Albany Open                                           | Олбані      | США             | Хард     | 32    | 2020      |
| Тенісний чемпіонат Стамбулу               | TEB BNP Paribas Tennis Championship Istanbul          | Стамбул     | Туреччина       | Ґрунт    | 32    | 2020      |
| Відкритий жіночий чемпіонат Японії        | Hana-cupid Japan Women's Open                         | Хіросіма    | Японія          | Хард     | 32    | 2009      |
| Міжнародний турнір у Страсбурзі           | Internationaux de Strasbourg                          | Страсбург   | Франція         | Ґрунт    | 32    | 1987      |
| Відкритий чемпіонат Південної Кореї       | Hana Bank Korea Open                                  | Сеул        | Південна Корея  | Хард     | 32    | 2004      |
| Відкритий чемпіонат Гонконгу              | Prudential Hong Kong Tennis Open                      | Гонконг     | Гонконг         | Хард     | 32    | 2014      |
| Відкритий чемпіонат Тяньцзіня             | Tianjin Open                                          | Тяньцзінь   | КНР             | Хард     | 32    | 2014      |
| Відкритий чемпіонат Лінцу                 | Upper Austria Ladies Linz                             | Лінц        | Австрія         | Хард     | 32    | 1991      |
| Відкритий чемпіонат Цзянсі                | Jiangxi Open                                          | Наньчан     | КНР             | Хард     | 32    | 2014      |
| Відкритий чемпіонат Люксембургу           | BGL BNP Paribas Luxembourg Open                       | Люксембург  | Люксембург      | Хард     | 32    | 1996      |
| Відкритий чемпіонат Гуанчжоу              | Guangzhou Open                                        | Гуанчжоу    | КНР             | Хард     | 32    | 2004      |

## Переможці за турніром

### Одиночний розряд

#### Поточні турніри
|                          | 2009                        | 2010                   | 2011                        | 2012                  | 2013                   | 2014                   | 2015                   | 2016                  | 2017                   | 2018                    | 2019                | 2020                  |
| ------------------------ | --------------------------- | ---------------------- | --------------------------- | --------------------- | ---------------------- | ---------------------- | ---------------------- | --------------------- | ---------------------- | ----------------------- | ------------------- | --------------------- |
| Шеньчжень                | Не проводився               | Не проводився          | Не проводився               | Не проводився         | Лі Н. (2/3)            | Лі Н. (3/3)            | С. Халеп (5/8)         | А. Радванська (4/4)   | К. Сінякова (1/2)      | С. Халеп (7/8)          | А. Соболенко (1/1)  | К. Олександрова (1/1) |
| Окленд                   | О. Дементьєва (1/1)         | Я. Вікмаєр (3/5)       | Г. Арн (1/1)                | Чжен Ц. (1/1)         | А. Радванська (1/4)    | А. Іванович (2/4)      | В. Вільямс (4/5)       | С. Стівенс (2/3)      | Л. Девіс (1/1)         | Ю. Гергес (2/4)         | Ю. Гергес (4/4))    | С. Вільямс (2/2)      |
| Гобарт                   | П. Квітова (1/5)            | А. Бондаренко (1/1)    | Я. Вулф (2/2)               | М. Бартель (1/3)      | О. Весніна (1/1)       | Г. Мугуруса (1/3)      | Г. Вотсон (2/4)        | А. Корне (4/5)        | Е. Мертенс (1/4)       | Е. Мертенс (2/4)        | С. Кенин (1/4)      | О. Рибакіна (2/2)     |
| Тайбей / Хуа Хін         | Не проводився               | Не проводився          | Не проводився               | Не проводився         | Не проводився          | Не проводився          | Не проводився          | Не проводився         | Е. Світоліна (5/7)     | Т. Бабош (3/3)          | Д. Ястремська (⅔)\| | М. Лінетт (2/2)       |
| Акапулько                | В. Вільямс (1/5)            | В. Вільямс (2/5)       | Х. Дулко (1/1)              | С. Еррані (1/6)       | С. Еррані (5/6)        | Д. Цібулкова (1/3)     | Т. Бачинскі (2/4)      | С. Стівенс (3/3)      | Л. Цуренко (3/4)       | Л. Цуренко (4/4)        | Ван Я. (1/1)        | Г. Вотсон (4/4)       |
| Монтеррей                | М. Бартолі (1/2)            | А. Павлюченкова (1/10) | А. Павлюченкова (3/10)      | Т. Бабош (1/3)        | А. Павлюченкова (4/10) | А. Іванович (3/4)      | Т. Бачинскі (3/4)      | Г. Вотсон (3/4)       | А. Павлюченкова (8/10) | Г. Мугуруса (2/3)       | Г. Мугуруса (3/3)   | Е. Світоліна (7/7)    |
| Ліон                     | Не проводився               | Не проводився          | Не проводився               | Не проводився         | Не проводився          | Не проводився          | Не проводився          | Не проводився         | Не проводився          | Не проводився           | Не проводився       | С. Кенин (4/4)        |
| Богота                   | М. Х. Мартінес Санчес (1/4) | М. Дуке-Маріньо (1/1)  | Л. Домінгес Ліно (1/1)      | Л. Арруабаррена (1/2) | Є. Янкович (2/5)       | К. Гарсія (1/5)        | Т. Перейра (1/2)       | І. Фалконі (1/1)      | Ф. Ск'явоне (5/5)      | А. К. Шмідлова (3/3)    | А. Анісімова (1/1)  |                       |
| Фес / Марракеш / Рабат   | А. Медіна Гаррігес (1/3)    | І. Бенешова (1/1)      | А. Бріанті (1/1)            | К. Бертенс (1/5)      | Ф. Ск'явоне (3/5)      | М. Т. Торро Флор (1/1) | Е. Світоліна (3/7)     | Т. Бачинскі(4/4)      | А. Павлюченкова (7/10) | Е. Мертенс (4/4)        | М. Саккарі (1/1)    |                       |
| Ноттінгем                | Не проводився               | Не проводився          | Не проводився               | Не проводився         | Не проводився          | Не проводився          | А. Конюх (1/1)         | Кар. Плішкова (5/5)   | Д. Векич (2/2)         | Е. Барті (2/3)          | К. Гарсія (5/5)     |                       |
| Гертогенбос              | Т. Танасугарн (1/2)         | Ж. Енен (1/1)          | Р. Вінчі (4/8)              | Н. Петрова (2/2)      | С. Халеп (2/8)         | К. Вандевей (1/2)      | К. Джорджі (1/2)       | К. Вандевей (2/2)     | А. Контавейт (1/1)     | А. Крунич (1/1)         | А. Ріск (2/2)       |                       |
| Бірмінгем                | М. Рибарикова (1/4)         | Лі Н. (1/3)            | С. Лісіцкі (1/3)            | М. Уден (1/1)         | Д. Гантухова (3/4)     | А. Іванович (4/4)      | А. Кербер (3/3)        | М. Кіз (1/1)          | П. Квітова (3/5)       | П. Квітова (5/5)        | Е. Барті (3/3)      |                       |
| Бад-Гомбург              | Не проводився               | Не проводився          | Не проводився               | Не проводився         | Не проводився          | Не проводився          | Не проводився          | Не проводився         | Не проводився          | Не проводився           | Не проводився       |                       |
| Бухарест                 | Не проводився               | Не проводився          | Не проводився               | Не проводився         | Не проводився          | С. Халеп (4/8)         | А. К. Шмідлова (2/3)   | С. Халеп (6/8)        | І.-К. Бегу (4/4)       | А. Севастова (3/4)      | О. Рибакіна (1/2)   |                       |
| Гштаад / Лозанна         | Не проводився               | Не проводився          | Не проводився               | Не проводився         | Не проводився          | Не проводився          | Не проводився          | В. Голубич (1/1)      | К. Бертенс (3/5)       | А. Корне (5/5)          | Ф. Ферро (1/2)      |                       |
| Юрмала                   | Не проводився               | Не проводився          | Не проводився               | Не проводився         | Не проводився          | Не проводився          | Не проводився          | Не проводився         | Не проводився          | Не проводився           | А. Севастова (4/4)  |                       |
| Колледж-Парк / Вашингтон | Не проводився               | Не проводився          | Н. Петрова (1/2)            | М. Рибарикова (3/4)   | М. Рибарикова (4/4)    | С. Кузнецова (1/2)     | С. Стівенс(1/3)        | Я. Вікмаєр (5/5)      | К. Макарова (2/2)      | С. Кузнецова (2/2)      | Д. Пегула (1/1)     |                       |
| Палермо                  | Ф. Пеннетта (1/2)           | К. Канепі (1/2)        | А. Медіна Гаррігес (3/3)    | С. Еррані (4/6)       | Р. Вінчі (8/8)         | Не проводився          | Не проводився          | Не проводився         | Не проводився          | Не проводився           | Д. Тайхманн (2/2)   | Ф. Ферро (2/2)        |
| Прага                    | Не проводився               | Не проводився          | Не проводився               | Не проводився         | Не проводився          | Не проводився          | Кар. Плішкова (4/5)    | Л. Шафарова (2/2)     | М. Бартель (3/3)       | П. Квітова (4/5)        | Д. Тайхманн (1/2)   | С. Халеп (8/8)        |
| Лексінгтон               | Не проводився               | Не проводився          | Не проводився               | Не проводився         | Не проводився          | Не проводився          | Не проводився          | Не проводився         | Не проводився          | Не проводився           | Не проводився       | Д. Брейді (1/1)       |
| Олбані                   | Не проводився               | Не проводився          | Не проводився               | Не проводився         | Не проводився          | Не проводився          | Не проводився          | Не проводився         | Не проводився          | Не проводився           | Не проводився       |                       |
| Стамбул                  | Не проводився               | Не проводився          | Не проводився               | Не проводився         | Не проводився          | Не проводився          | Не проводився          | Не проводився         | Не проводився          | Не проводився           | Не проводився       |                       |
| Осака / Токіо / Хіросіма | С. Стосур (1/6)             | Т. Танасугарн (2/2)    | М. Бартолі (2/2)            | Г. Вотсон (¼)         | С. Стосур (2/6)        | С. Стосур (3/6)        | Я. Вікмаєр (4/5)       | К. Макгейл (1/1)      | З. Діяс (1/1)          | Сє Ш. (3/3)             | Н. Хібіно (2/2)     |                       |
| Страсбург                | А. Резаї (1/2)              | М. Шарапова (2/3)      | А. Петкович (2/4)           | Ф. Ск'явоне (2/5)     | А. Корне (2/5)         | М. Пуїг (1/1)          | С. Стосур (4/6)        | К. Гарсія (2/5)       | С. Стосур (6/6)        | А. Павлюченкова (10/10) | Д. Ястремська (3/3) |                       |
| Сеул                     | К. Дате-Крумм (1/1)         | А. Клейбанова (2/2)    | М. Х. Мартінес Санчес (4/4) | К. Возняцкі (5/9)     | А. Радванська (2/4)    | Кар. Плішкова (2/5)    | І.-К. Бегу (2/4)       | Л. Арруабаррена (2/2) | О. Остапенко (1/2)     | К. Бертенс (5/5)        | К. Мухова (1/1)     |                       |
| Гонконг                  | Не проводився               | Не проводився          | Не проводився               | Не проводився         | Не проводився          | С. Лісіцкі (3/3)       | Є. Янкович (5/5)       | К. Возняцкі (9/9)     | А. Павлюченкова (9/10) | Д. Ястремська (1/3)     | Не проводився       |                       |
| Тяньцзінь                | Не проводився               | Не проводився          | Не проводився               | Не проводився         | Не проводився          | А. Ріск (1/2)          | А. Радванська (3/4)    | Пен Ш. (2/3)          | М. Шарапова (3/3)      | К. Гарсія (4/5)         | Р. Петерсон (2/2)   |                       |
| Лінц                     | Я. Вікмаєр (2/5)            | А. Іванович (1/4)      | П. Квітова (2/5)            | В. Азаренко (4/4)     | А. Кербер (2/3)        | Кар. Плішкова (3/5)    | А. Павлюченкова (6/10) | Д. Цібулкова (3/3)    | Б. Стрицова (2/2)      | К. Джорджі (2/2)        | К. Гофф (1/1)       |                       |
| Наньчан                  | Не проводився               | Не проводився          | Не проводився               | Не проводився         | Не проводився          | Пен Ш. (1/3)           | Є. Янкович (3/5)       | Дуань Ї. (1/1)        | Пен Ш. (3/3)           | Ван Ц. (1/2)            | Р. Петерсон (1/2)   |                       |
| Люксембург               | Т. Бачинскі (1/4)           | Р. Вінчі (2/8)         | В. Азаренко (3/4)           | В. Вільямс (3/5)      | К. Возняцкі (6/9)      | А. Бек (1/2)           | М. Дой (1/1)           | М. Нікулеску (3/3)    | К. Віттгефт (1/1)      | Ю. Гергес (3/4)         | О. Остапенко (2/2)  |                       |
| Гуанчжоу                 | Ш. Пеєр (1/2)               | Я. Вулф (1/2)          | Ш. Схеперс (1/1)            | Сє Ш. (2/3)           | Чжан Ш. (1/2)          | М. Нікулеску (2/3)     | Є. Янкович (4/5)       | Л. Цуренко (2/4)      | Чжан Ш. (2/2)          | Ван Ц. (2/2)            | С. Кенин (3/4)      |                       |

#### Попередні турніри
|                  | 2009                        | 2010                   | 2011                        | 2012                 | 2013                   | 2014                    | 2015                 | 2016               | 2017                 | 2018                 | 2019                 |
| ---------------- | --------------------------- | ---------------------- | --------------------------- | -------------------- | ---------------------- | ----------------------- | -------------------- | ------------------ | -------------------- | -------------------- | -------------------- |
| Паттайя          | В. Звонарьова (1/3)         | В. Звонарьова (2/3)    | Д. Гантухова (1/4)          | Д. Гантухова (2/4)   | М. Кириленко (1/1)     | К. Макарова (1/2)       | Д. Гантухова (4/4)   | Не проводився      | Не проводився        | Не проводився        | Не проводився        |
| Мемфіс           | В. Азаренко (1/4)           | М. Шарапова (1/3)      | М. Рибарикова (2/4)         | С. Арвідссон (1/1)   | М. Еракович (1/1)      | Не проводився           | Не проводився        | Не проводився      | Не проводився        | Не проводився        | Не проводився        |
| Марбелья         | Є. Янкович (1/5)            | Ф. Пеннетта (2/2)      | В. Азаренко (2/4)           | Не проводився        | Не проводився          | Не проводився           | Не проводився        | Не проводився      | Не проводився        | Не проводився        | Не проводився        |
| Понте Ведра Біч  | К. Возняцкі (1/9)           | К. Возняцкі (2/9)      | Не проводився               | Не проводився        | Не проводився          | Не проводився           | Не проводився        | Не проводився      | Не проводився        | Не проводився        | Не проводився        |
| Барселона        | Р. Вінчі (1/8)              | Ф. Ск'явоне (1/5)      | Р. Вінчі (3/8)              | С. Еррані (2/6)      | Не проводився          | Не проводився           | Не проводився        | Не проводився      | Не проводився        | Не проводився        | Не проводився        |
| Оейраш (Ешторіл) | Я. Вікмаєр (1/5)            | А. Севастова (1/4)     | А. Медіна Гаррігес (2/3)    | К. Канепі (2/2)      | А. Павлюченкова (5/10) | К. Суарес Наварро (1/1) | Не проводився        | Не проводився      | Не проводився        | Не проводився        | Не проводився        |
| Стамбул          | В. Душевіна (1/1)           | А. Павлюченкова (2/10) | Не проводився               | Не проводився        | Не проводився          | К. Возняцкі (7/9)       | Л. Цуренко (¼)       | Ч. Бююкакчай (1/1) | Е. Світоліна (6/7)   | П. Пармантьє (1/2)   | П. Мартич (1/1)      |
| Будапешт         | А. Савай (1/3)              | А. Савай (2/3)         | Р. Вінчі (5/8)              | С. Еррані (3/6)      | С. Халеп (3/8)         | Не проводився           | Не проводився        | Не проводився      | Не проводився        | Не проводився        | Не проводився        |
| Бостад           | М. Х. Мартінес Санчес (2/4) | А. Резаї (2/2)         | П. Герцог (1/3)             | П. Герцог(2/3)       | С. Вільямс (1/2)       | М. Бартель (2/3)        | Ю. Ларссон (1/2)     | Л. Зігемунд (1/1)  | К. Сінякова (2/2)    | Не проводився        | Не проводився        |
| Прага            | С. Баммер (1/1)             | А. Савай (3/3)         | Не проводився               | Не проводився        | Не проводився          | Не проводився           | Не проводився        | Не проводився      | Не проводився        | Не проводився        | Не проводився        |
| Порторож         | Д. Сафіна (1/1)             | А. Чакветадзе (1/1)    | Не проводився               | Не проводився        | Не проводився          | Не проводився           | Не проводився        | Не проводився      | Не проводився        | Не проводився        | Не проводився        |
| Бад-Гастайн      | А. Петкович (1/3)           | Ю. Гергес (1/4)        | М. Х. Мартінес Санчес (3/4) | А. Корне (1/5)       | І. Мойсбургер (1/1)    | А. Петкович (3/3)       | С. Стосур (5/6)      | Не проводився      | Не проводився        | Не проводився        | Не проводився        |
| Квебек           | М. Цінк (1/1)               | Т. Пашек (1/1)         | Б. Стрицова (1/2)           | К. Фліпкенс (1/1)    | Л. Шафарова (1/2)      | М. Лучич-Бароні (1/1)   | А. Бек (2/2)         | О. Доден (1/1)     | А. ван Ейтванк (1/4) | П. Пармантьє (2/2)   | Не проводився        |
| Ташкент          | Ш. Пеєр (2/2)               | А. Кудрявцева (1/1)    | К. Первак (1/1)             | І.-К. Бегу (1/4)     | Б. Йовановські (2/2)   | К. Кнапп (1/2)          | Н. Хібіно (1/2)      | Кр. Плішкова (1/1) | К. Бондаренко (1/1)  | М. Гаспарян (2/2)    | А. ван Ейтванк (4/4) |
| Куала-Лумпур     | Не проводився               | А. Клейбанова (1/2)    | Є. Докич (1/1)              | Сє Ш. (1/3)          | Кар. Плішкова (1/5)    | Д. Векич (1/2)          | К. Возняцкі (8/9)    | Е. Світоліна (4/7) | Е. Барті (1/3)       | Не проводився        | Не проводився        |
| Копенгаген       | Не проводився               | К. Возняцкі (3/9)      | К. Возняцкі (4/9)           | А. Кербер (1/3)      | Не проводився          | Не проводився           | Не проводився        | Не проводився      | Не проводився        | Не проводився        | Не проводився        |
| Баку             | Не проводився               | Не проводився          | В. Звонарьова (3/3)         | Б. Йовановські (1/2) | Е. Світоліна (1/7)     | Е. Світоліна (2/7)      | М. Гаспарян (1/2)    | Не проводився      | Не проводився        | Не проводився        | Не проводився        |
| Даллас           | Не проводився               | Не проводився          | С. Лісіцкі (2/3)            | Р. Вінчі (6/8)       | Не проводився          | Не проводився           | Не проводився        | Не проводився      | Не проводився        | Не проводився        | Не проводився        |
| Флоріанополіс    | Не проводився               | Не проводився          | Не проводився               | Не проводився        | М. Нікулеску (1/3)     | К. Коукалова (1/1)      | Т. Перейра (2/2)     | І.-К. Бегу (3/4)   | Не проводився        | Не проводився        | Не проводився        |
| Катовиці         | Не проводився               | Не проводився          | Не проводився               | Не проводився        | Р. Вінчі (7/8)         | А. Корне (3/5)          | А. К. Шмідлова (1/3) | Д. Цібулкова (2/3) | Не проводився        | Не проводився        | Не проводився        |
| Нюрнберг         | Не проводився               | Не проводився          | Не проводився               | Не проводився        | С. Халеп (1/8)         | Е. Бушар (1/1)          | К. Кнапп (2/2)       | К. Бертенс (2/5)   | К. Бертенс (4/5)     | Ю. Ларссон (2/2)     | Ю. Путінцева (1/1)   |
| Ріо-де-Жанейро   | Не проводився               | Не проводився          | Не проводився               | Не проводився        | Не проводився          | К. Нара (1/1)           | С. Еррані (6/6)      | Ф. Ск'явоне (4/5)  | Не проводився        | Не проводився        | Не проводився        |
| Гаосюн           | Не проводився               | Не проводився          | Не проводився               | Не проводився        | Не проводився          | Не проводився           | Не проводився        | В. Вільямс (5/5)   | Не проводився        | Не проводився        | Не проводився        |
| Майорка          | Не проводився               | Не проводився          | Не проводився               | Не проводився        | Не проводився          | Не проводився           | Не проводився        | К. Гарсія (3/5)    | А. Севастова(2/4)    | Т. Марія(1/1)        | С. Кенин (2/4)       |
| Будапешт         | Не проводився               | Не проводився          | Не проводився               | Не проводився        | Не проводився          | Не проводився           | Не проводився        | Не проводився      | Т. Бабош (2/3)       | А. ван Ейтванк (2/4) | А. ван Ейтванк (3/4) |
| Біль             | Не проводився               | Не проводився          | Не проводився               | Не проводився        | Не проводився          | Не проводився           | Не проводився        | Не проводився      | М. Вондроушова (1/1) | Не проводився        | Не проводився        |
| Лугано           | Не проводився               | Не проводився          | Не проводився               | Не проводився        | Не проводився          | Не проводився           | Не проводився        | Не проводився      | Не проводився        | Е. Мертенс (3/4)     | П. Герцог(3/3)       |
| Москва           | Не проводився               | Не проводився          | Не проводився               | Не проводився        | Не проводився          | Не проводився           | Не проводився        | Не проводився      | Не проводився        | О. Данилович (1/1)   | Не проводився        |
| Бронкс           | Не проводився               | Не проводився          | Не проводився               | Не проводився        | Не проводився          | Не проводився           | Не проводився        | Не проводився      | Не проводився        | Не проводився        | М. Лінетт (½)        |